# نجا محمد
نجا محمد هي لاعبة كرة الريشة مصرية، ولدت في 15 مارس 1996.

## وصلات خارجية
- نجا محمد على موقع BWF.tournamentsoftware.com (الإنجليزية)
- نجا محمد على موقع BWFbadminton.com (الإنجليزية)